# Балка Грецька
Балка Грецька — балка (річка) в Україні у Веселинівському районі Миколаївської області. Права притока річки Чичиклії (басейн Чорного моря).

## Опис
Довжина балки приблизно 9,79 км, найкоротша відстань між витоком і гирлом — 7,09  км, коефіцієнт звивистості річки — 1,38 . Формується декількома струмками та загатами. В переважній більшості балка пересихає.

## Розташування
Бере початок на північно-східній стороні від села Воронівки. Тече переважно на північний схід через село Новомиколаївку (колишній хутір Грецький) і у селі Градівка впадає у річку Чичиклію, праву притоку річки Південного Бугу.

## Цікаві факти
- У селі Новомиколаївка балку перетинає автошлях Т 1506[3] (автомобільний шлях територіального значення в Миколаївській області. Проходить територією Миколаївського, Веселинівського, Доманівського, Врадіївського та Кривоозерського районів через Миколаїв — Доманівку — Берізки. Загальна довжина — 174,5 км.).
- У XX столітті на балці існували скотний двір, свино-тваринна ферма (СТФ) та газові свердловини[2], а у XIX столітті — декілька вітряних млинів[1].